# Osteochilus sarawakensis
Osteochilus sarawakensis är en fiskart som beskrevs av Karnasuta, 1993. Osteochilus sarawakensis ingår i släktet Osteochilus och familjen karpfiskar. IUCN kategoriserar arten globalt som otillräckligt studerad. Inga underarter finns listade i Catalogue of Life.